# جلكى وسيطة
الجلكى الوسيطة (الاسم العلمي:†Mesomyzon) هي جنس منقرض من اللافكيات تتبع فصيلة الجلكيات المألوفة من رتبة الجلكيات.
ونوع الجلكى الوسيطة المينغية المنقرض وجد في طبقات المياه العذبة في تكوين يكسيان Yixian في فترة الطباشيري المبكر في الصين. حتى الآن تعتبر الجلكى الوسيطة المينغية النوع الوحيد من الجلكيات، وبشكل افتراضي من اللافكيات, المعروف من الحفريات في مرحلة ما بعد الحياة القديمة.
تُظهِر أحافير هذا الحيوان المحفوظة بشكل رائع مخلوقًا مشابهًا للغاية لجلكيات العصر الحديث ولها قرص شفوي متطور جيدًا وسلة متفرعة وما لا يقل عن سبعة أزواج من الأكياس الخيشومية والأقواس الخيشومية المقابلة انطباعات خيوط الخياشيم وما لا يقل عن 80 قسيم من عضلاتها.